# Grandma's Reading Glass
Grandma's Reading Glass je britský němý film z roku 1900. Režisérem je George Albert Smith (1864–1959). Film trvá necelé dvě minuty a premiéru měl v listopadu 1900. Film byl do roku 1960 považován za ztracený, než byl objeven ve sbírce dánského průkopníka filmu Petera Elfelta.
Film je spolu se snímkem As Seen Through a Telescope považován za jeden z prvních filmů se subjektivním pohledem postavy. Babičku ve filmu ztvárnila podle všeho Smithova manželka Laura Bayley a její obličej herec Tom Green, který hrál například ve Smithově snímku Let Me Dream Again. Mladého chlapce ztělesnil Smithův syn Harold, který je se svou sestrou Dorothy, považován za jednoho z prvních dětských herců v historii kinematografie. Ve filmu byla zachycena také jejich domácí kočka, která se už předtím objevila ve snímku The Old Maid's Valentine. Scény s lupou byly vylepšeny kulatým obrazem. To pravděpodobně inspirovalo Ferdinanda Zeccu, který o rok později vytvořil snímek La loupe de grand-maman, ve kterém byly špehovací scény vyrobeny ve tvaru klíčové dírky.

## Děj
Malý kluk si s pomocí lupy pozorně prohlíží noviny, otevřené kapesní hodinky odkrývající jejich mechanismus, kanárka v kleci, babiččino oko a kočku, kterou mu babička přidržuje.